# Chris Lowe
Christopher Sean "Chris" Lowe (født 4. oktober 1959) er en engelsk musiker, der sammen med Neil Tennant dannede synthpop-duoen Pet Shop Boys i 1981.
Siden Pet Shop Boys begyndte at turnere fast, er Lowe blevet kendt for at stå meget stille mens han spiller keyboard på scenen. I 1995 kommenterede The Guardian at han "muligvis var mere kendt for ikke at lave noget end nogen anden i populærunderholdningshistorien."